# Amalocichla incerta
La petroica terrestre chica (Amalocichla incerta) es una especie de ave paseriforme de la familia Petroicidae endémica de las montañas de Nueva Guinea.

## Subespecies
- Amalocichla incerta brevicauda
- Amalocichla incerta incerta
- Amalocichla incerta olivascentior